# La balada de Buster Scruggs
La balada de Buster Scruggs (en inglés, The Ballad of Buster Scruggs) es una película estadounidense de wéstern y humor negro de 2018, escrita, dirigida, producida y montada por los hermanos Coen y protagonizada, entre otros, por Tim Blake Nelson, Liam Neeson, James Franco, Zoe Kazan, Tyne Daly y Tom Waits. La película presenta una estructura de antología, dividida en seis historias independientes entre sí, ambientadas en el Viejo Oeste, que tratan temas como la soledad, la moralidad o la violencia, y todas ellas incluyen «muertes no accidentales».
Los Coen escribieron estas historias durante un periodo de veinticinco años, inspirándose dos de ellas en relatos literarios de Stewart Edward White o Jack London. El resto recibió influencias del cine wéstern clásico. El resultado fue un filme dividido en seis diferentes subgéneros del western, cada uno con un tono, estética, trama y personajes diferentes. Aunque los medios anunciaron el proyecto como una serie de televisión que se transmitiría por Netflix, los directores afirmaron que las historias de La balada de Buster Scruggs las escribieron para verse como un conjunto.
El rodaje se llevó a cabo en los estados de Nebraska, Nuevo México y Colorado. Se trató de la primera producción de los hermanos Coen filmada de manera digital, decisión que no se debió a razones estéticas, sino económicas. El 31 de agosto de 2018 se proyectó en el Festival Internacional de Cine de Venecia, donde ganó el Premio Osella al mejor guion. El 9 de noviembre tuvo un estreno limitado en dos cines estadounidenses y se estrenó el 16 de noviembre de 2018 a través de Netflix. La gran mayoría de los críticos cinematográficos la calificaron de manera positiva. El National Board of Review la nombró como una de las diez mejores películas del año y fue nominada a los Premios Óscar en las categorías de mejor guion adaptado, mejor canción original y mejor diseño de vestuario.

## Argumento
La película está ambientada en el Viejo Oeste estadounidense entre las décadas de 1850 y 1880 y consiste en seis historias independientes entre sí, con temáticas similares. La colección de historias se presenta como un antiguo libro titulado The Ballad of Buster Scruggs and Other Tales of the American Frontier. Una mano pasa las páginas de cada historia, cada una de ellas precedida de una ilustración de una de las escenas de la historia.

### The Ballad of Buster Scruggs
Buster Scruggs es un alegre cowboy cantante vestido de blanco que viaja junto a su fiel caballo blanco. Mientras cruza el Valle de los Monumentos, explica al público que es conocido como un forajido y misántropo, aunque en realidad no tiene aversión hacia el resto de los hombres. Llega a una cantina alejada y pide un whiskey, pero el dueño se lo niega debido a que se encuentra prohibido en ese condado y solo le sirve tragos a forajidos como los ya presentes en el bar. El líder de los forajidos y Buster intercambian insultos antes de desenfundar sus armas; Buster demuestra una increíble habilidad y velocidad con la pistola y le dispara, y también acaba con el resto de la banda y con el dueño del bar. Más tarde llega al pueblo y entra a un saloon donde debe dejar sus armas en la entrada. Se une a un juego de póquer recién abandonado por uno de los jugadores, pero descubre que se debía a que este había recibido la infame mano del muerto y el resto de los jugadores insisten en que debe seguir jugando porque ya ha visto las cartas. Cuando Buster rehúsa, un jugador grande y amenazante llamado Joe se pone de pie y desenfunda un revólver que tenía escondido. Incapaz de disuadir a Joe, Buster patea la tabla de la mesa que se balancea y desvía la dirección del arma de Joe hacia su propio rostro, disparándose repetidamente. Para el deleite de los allí presentes, a continuación Buster canta una canción acerca de tener que matar al «hosco Joe», hasta que llega el hermano de Joe y consternado desafía a Buster a un duelo. Buster acepta encantado y termina el duelo con facilidad. Sin embargo, un joven y educado pistolero vestido de negro llega al pueblo y reconoce a Buster, habiendo escuchado que él «es el indicado a derrotar» tanto en los duelos de revólver como en el canto. Nuevamente Buster acepta felizmente el duelo, pero para su sorpresa, el joven es incluso más rápido que él y le dispara en el medio de la frente. Buster observa la herida con incredulidad antes de colapsar, admitiendo mediante una voz en off que debería haber anticipado que «no puedes ser el mandamás por siempre». El joven y Buster cantan un dueto mientras el espíritu alado de Buster se eleva y flota hacia el Cielo.

### Near Algodones
Un joven cowboy entra a un banco aislado en medio de las praderas de Norteamérica, y después de una breve charla con el charlatán cajero del banco, saca su pistola y lo asalta. Sin embargo, cuando le permite al cajero agacharse para alcanzar los billetes de mayor valor, este dispara una serie de escopetas montadas detrás del mostrador; mientras el cowboy logra evitar los disparos, el cajero escapa por la parte de atrás del local. Después de llenar su bolsa con dinero de los cajones, el cowboy huye por el frente, pero el cajero le dispara, obligándolo a esconderse detrás de un pozo de agua. Como se describe en la historia del libro, el cajero embiste al cowboy usando varias ollas y sartenes que desvían los disparos del cowboy, mientras el cajero repite a carcajadas la palabra «panshot!» (disparo a la sartén). El cajero noquea al cowboy con la culata de su rifle y cuando este recobra el conocimiento, se encuentra sentado en un caballo bajo un árbol con una soga atada al cuello, mientras un agente del orden que ya lo ha declarado culpable y sentenciado a muerte le pide que pronuncie sus últimas palabras. Pero la ejecución se interrumpe a causa de la emboscada de una banda de comanches que eliminan rápidamente al agente y a su cuadrilla, pero dejan al cowboy en el mismo lugar tal cual estaba, montado en su caballo con las manos atadas por detrás y con la soga al cuello. Después de un rato, un pastor pasa cerca y libera al cowboy, quien se une a su travesía. Sin embargo, el pastor es en realidad un ladrón de ganado y sin demora son perseguidos por otros agentes de la ley, quienes capturan al cowboy y lo conducen al pueblo, donde el alguacil ordena que se lo ahorque. Mientras el cowboy espera en el patíbulo a ser ejecutado junto a otros tres hombres, alcanza a ver a una chica joven dentro de la multitud y balbucea «esa es una chica bonita» justo antes de que el verdugo le tape la cabeza y tire de la palanca.

### Meal Ticket
Un veterano impresario y su artista, un joven sin piernas ni brazos llamado Harrison, viajan de pueblo en pueblo en una carreta que se convierte en un pequeño escenario donde Harrison recita teatralmente clásicos como el poema «Ozymandias» de Percy Bysshe Shelley, la historia bíblica de Caín y Abel, obras de William Shakespeare y el Discurso de Gettysburg de Abraham Lincoln. El impresario recoge dinero del público al final de cada actuación, recaudando cada vez menos a medida que visitan pueblos montañosos remotos con públicos menos numerosos y más indiferentes. Comienza a cansarse de realizar todos los esfuerzos físicos y de tener que alimentar, vestir y asistir a Harrison. Encuentra a un hombre que logra atraer a la multitud con una gallina que aparentemente es capaz de realizar ejercicios básicos de matemáticas. Después de comprar la gallina, el impresario detiene su carreta al costado de un puente sobre un río. Se para sobre el puente y deja caer una piedra en la corriente de agua, antes de regresar sonriendo a la carreta. En la escena final, la carreta sigue en marcha, ahora con la gallina como único pasajero y ya sin Harrison, presumiblemente arrojado al río, como presagiaba la cita de El mercader de Venecia de Shakespeare presente en la ilustración de Harrison en el libro: «La calidad de la misericordia no es forzada, desciende como lo hace del cielo la suave lluvia».

### All Gold Canyon
Un buscador de oro llega a un inmaculado valle montañoso. En el prado cubierto de pasto junto a una corriente de agua que serpentea a través del valle, el gambusino comienza a cavar el suelo sacando muestras y filtrándolas en el río para contar las partículas de oro y de esta forma determinar la zona con mayor concentración y posiblemente ubicar un gran depósito de oro, que él llama «Mr. Pocket». Finalmente identifica el punto más prometedor y cava una gran parcela, donde encuentra pepitas de oro de gran tamaño y un importante filón de oro a lo largo de una roca de cuarzo. Poco después de este descubrimiento, un joven aparece en el borde del pozo y le dispara por la espalda. Sin embargo, la bala atraviesa el cuerpo del gambusino sin alcanzar ningún órgano vital, y cuando el joven baja para apoderarse del oro, el gambusino lucha con el joven y logra matarlo. El gambusino limpia su herida en el río, termina de extraer el oro, empuja el cuerpo del joven dentro del pozo y abandona el valle con su recompensa.

### The Gal Who Got Rattled
Una joven llamada Alice Longabaugh y su hermano mayor Gilbert, un inepto hombre de negocios, se unen a una caravana de carretas a través de las praderas hacia Oregón, donde Gilbert afirma que conoce a un compañero de negocios que se casará con ella. Gilbert muere de cólera poco después de comenzado el viaje, y los líderes de la caravana, Mr. Billy Knapp y Mr. Arthur, ayudan a Alice a enterrar a su hermano. Aunque no tiene perspectivas seguras, Alice decide continuar hacia Oregón en vez de regresar al este. Sin embargo, el joven que Gilbert había contratado para conducir su carreta, Matt, exige la mitad de los 400 dólares que según él Gilbert le había prometido. Alice no encuentra el dinero de su hermano, temiendo que podría haber sido enterrado con él. Le expresa su situación a Billy, quien le ofrece su apoyo y además la ayuda a deshacerse del pequeño perro de Gilbert, Presidente Pierce, cuyos incesantes ladridos han causado molestias generalizadas. Durante el curso de sus conversaciones, Alice se gana el afecto de Billy, y este le propone solucionar sus problemas casándose con ella en el fuerte Laramie, haciéndose cargo de la deuda de Gilbert y abandonando su trabajo como líder de caravanas para construir un hogar y criar una familia con ella en un territorio de 640 acres en Oregón, obtenido a través de la Ley de Asentamientos Rurales. Alice se ve sorprendida por la propuesta de Billy, pero también se siente atraída por él, así que acepta la propuesta al día siguiente. Billy le informa a Mr. Arthur que este será su último viaje juntos. A la mañana siguiente, Mr. Arthur nota la ausencia de Alice y cabalga sobre las colinas donde finalmente la encuentra junto a Presidente Pierce y algunos perritos de las praderas. Mr. Arthur divisa un centinela indio y previendo un enfrentamiento, le da una pistola a Alice para que se dispare para evitar ser capturada en el caso de que él muera. Mr. Arthur logra hacer frente con su rifle a dos embestidas, pero cuando uno de los indios parece haber vencido a Mr. Arthur, Alice se suicida. Como se describe en el libro, Mr. Arthur vuelve abatido hacia la caravana «sin saber qué le dirá a Billy Knapp».

### The Mortal Remains
Cinco personas: un inglés (Thigpen), un irlandés (Clarence), un francés (René), una dama (Mrs. Betjeman) y un trampero, se trasladan en una diligencia durante el atardecer en Fort Morgan (Colorado). Thigpen dice que él y Clarence a menudo viajan a través de esta ruta «transportando carga», refiriéndose a un cadáver en el techo, pero no especifica la naturaleza de su negocio. El trampero charla sobre su pasada relación con una mujer nativa en la cual ninguno de los dos entendía el idioma del otro, pero observando sus emociones básicas lo llevaron a concluir que «las personas son como hurones o castores, todas bastante parecidas» en sus necesidades y deseos primitivos. Mrs. Betjeman, una cristiana devota, refuta con indignación afirmando que hay dos tipos de personas, los rectos y los pecadores, y explica que su marido, de quien ha estado separada durante tres años, es un orador retirado sobre «higiene moral y espiritual». René desafía sus reflexiones sobre la innata subjetividad individual de la humanidad, cuestiona si su marido concibe el amor de la misma forma que ella y si ha permanecido leal a ella. Mrs. Betjeman sufre un ataque y René le pide al cochero que se detenga, pero como se había indicado en el libro: «Escuche o no, el cochero no se detiene». Thigpen aclara que no parar es una política. Clarence canta una melancólica canción folclórica para calmar al grupo; Thigpen y él revelan ser cazarrecompensas. Thigpen explica cómo distrae a sus víctimas con historias mientras Clarence los golpea, cómo distrajo a Mr. Thorpe, el cuerpo que se encuentra en el techo, y cómo disfruta viendo morir a sus víctimas, la expresión en sus ojos cuando «negocian el pasaje» y «tratan de entender el sentido». Esto incomoda notablemente a los otros tres pasajeros mientras llegan a un hotel en Fort Morgan, donde se hospedarán. Permanecen en el carruaje mientras Thigpen y Clarence transportan el cuerpo al interior de hotel. Mientras se aproximan cautelosamente hacia el interior, René se detiene en la puerta para ver cómo el cochero se aleja en medio de la siniestra noche. Entonces, se da vuelta y se prepara para el destino que le espera.

## Reparto
| The Ballad of Buster Scruggs - Tim Blake Nelson como Buster Scruggs - Willie Watson como el chico - David Krumholtz como el francés del saloon - Clancy Brown como Çurly Joe Near Algodones - James Franco como el cowboy - Stephen Root como el cajero - Ralph Ineson como el hombre de negro - Jesse Luken como el pastor Meal Ticket - Liam Neeson como el impresario - Harry Melling como el artista (Harrison) | All Gold Canyon - Tom Waits como el gambusino The Gal Who Got Rattled - Zoe Kazan como Alice Longabaugh - Bill Heck como Billy Knapp - Grainger Hines como Mr. Arthur - Jefferson Mays como Gilbert The Mortal Remains - Tyne Daly como la Dama (Mrs. Betjeman) - Brendan Gleeson como el irlandés (Clarence) - Jonjo O'Neill como el inglés (Thigpen) - Saul Rubinek como el francés (René) - Chelcie Ross como el trampero |

## Producción

### Preproducción
El filme se basó en historias cortas de género western —que varían en humor y temática— que los Coen habían estado escribiendo durante los últimos veinticinco años. La primera historia que escribieron fue «The Ballad of Buster Scruggs» y durante los años siguientes iban a continuar escribiendo relatos western, sin expectativas de llevarlos al cine. En 2002 los directores le mostraron una versión del guion de la primera historia a Tim Blake Nelson y le ofrecieron el papel de Buster Scruggs para ser interpretado «algún día» en el futuro; en ese entonces solo habían escrito una historia más, «Meal Ticket», y planeaban escribir tres o cuatro historias más. En ese entonces, los Coen habían pensado en John Turturro para interpretar al artista sin brazos ni piernas en «Meal Ticket». Siendo esas primeras historias de género western, los Coen comenzaron a pensar en unirlas en una antología y a «pensar más concretamente sobre el género», proponiéndose añadir subgéneros del western en los que no habían trabajado antes. Fue así cómo surgieron las historias del buscador de oro, la caravana de carretas o la de la diligencia. «The Girl Who Got Rattled» estuvo inspirada en un relato de Stewart Edward White y «All Gold Canyon» se inspiró en un relato de Jack London. Joel Coen describió «All Gold Canyon» como una «adaptación muy fiel de la historia de Jack London». Aunque mencionó que las influencias del resto de las historias provinieron del cine western, como por ejemplo «Near Algodones», para la cual tuvieron en mente los spaghetti western de Sergio Leone y la estética «monocromática y azotada por el viento» de High Plains Drifter de Clint Eastwood. El encargado del diseño de producción Jess Gonchor mencionó que para «The Ballad of Buster Scruggs» se tuvieron en cuenta cintas de Gene Autry, Roy Rogers y producciones de cine B de cowboys cantantes de las décadas de 1930 y 1940.

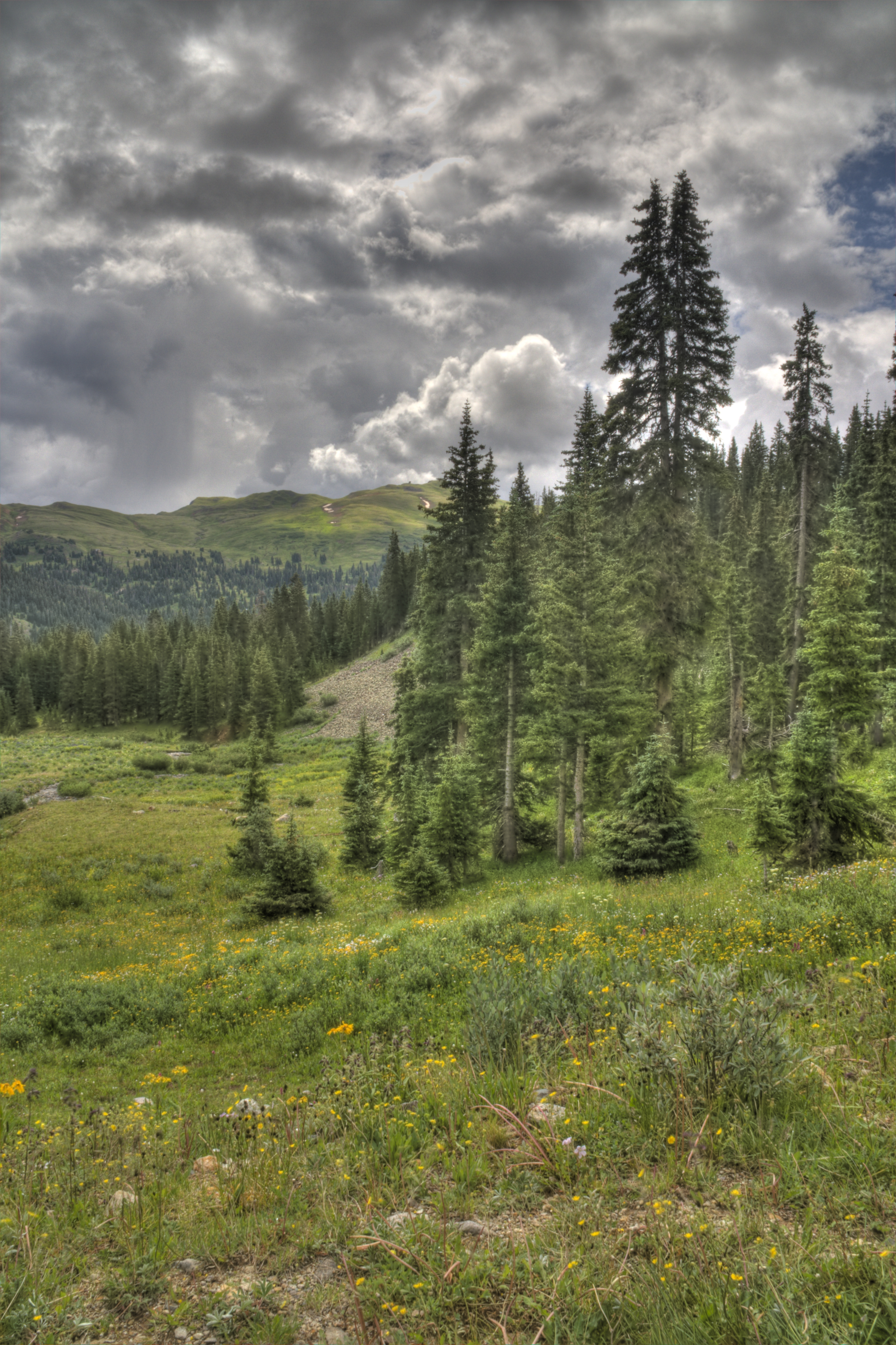
«All Gold Canyon», protagonizada por Tom Waits, se filmó en un valle a una hora de Telluride.

Las carretas de «The Gal Who Got Rattled», catorce en total, se construyeron en una tienda de herrería de Nuevo México y se enviaron a la locación en Nebraska en remolques de plataforma plana. Sus diseños se basaron en la película The Big Trail (1930). El diseño de la carreta de «Meal Ticket» utilizada como casa rodante y escenario se basó en viejos carros gitanos. La mayoría del vestuario también se confeccionó específicamente para la película. La diseñadora Mary Zophres recurrió a compañías especializadas en recreación histórica para obtener telas de la época difíciles de encontrar en la actualidad, afirmando que la producción de lana en Estados Unidos es «prácticamente nula». Para vestir con exactitud histórica a los personajes de entre mediados y fines del siglo xix, Zophres se basó en información de museos, diarios y fotografías de ese periodo. El vestuario incluyó levitas, sombreros de ala ancha, camisas de lana y faldas victorianas; la diseñadora estudió cada detalle de la época, como por ejemplo los tipos de sartenes usadas como escudo por el cajero del banco. Bill Heck aseguró haberse probado unos sesenta sombreros diferentes previo a interpretar al cowboy Billy Knapp.
Durante 2017 y principios de 2018, se dio a conocer que el reparto estaría formado por Tim Blake Nelson, James Franco, Zoe Kazan, Tyne Daly, Ralph Ineson, Stephen Root, Liam Neeson y Brendan Gleeson. Para interpretar al cowboy cantante, Nelson tomó clases todos los días durante casi seis meses antes de empezar el rodaje en junio de 2017, el actor dedicaba al día alrededor de «dos horas para practicar guitarra y dos horas para practicar con las pistolas». Una vez en el set, Nelson ensayó todos los días con un instructor de danza para interpretar escenas de baile que los Coen habían agregado a la trama. Uno de los protagonistas de «The Gal Who Got Rattled», Bill Heck, leyó The Oregon Trail: A New American Journey, un libro que relata un viaje en carreta a través de la senda de Oregón. En cambio, Kazan, su compañera de reparto, ya había estudiado sobre la ruta de Oregón para interpretar un papel en el wéstern Meek's Cutoff (2010) de Kelly Reichardt.

### Filmación
La filmación de La balada de Buster Scruggs se llevó a cabo durante cincuenta días. «The Gal Who Got Rattled» se filmó en un terreno privado al norte de Mitchell, en la saliente oeste del estado de Nebraska. En Nuevo México —locación donde los Coen habían filmado No Country for Old Men y True Grit— se filmó «The Ballad of Buster Scruggs» y «Near Algodones». Otras dos historias, «The Meal Ticket» y «All Gold Canyon» se filmaron en Colorado, la segunda específicamente en el pueblo de Telluride. La última, «The Mortal Remains», se rodó completamente en un estudio de sonido. Joel Coen afirmó que el rodaje fue exigente físicamente: las tomas de exteriores con sets al descubierto, «clima realmente brutal» y muchos viajes a través de amplias locaciones. «No hubiese dolido si fuésemos más jóvenes», comentó. La caravana de carretas en «The Gal Who Got Rattled» fue un desafío especial debido a la dificultad para coordinar los grupos de bueyes en el ritmo y la dirección correcta.
Fue la primera producción de los hermanos Coen filmada de manera digital. Con alrededor de ochocientos efectos visuales y tomas realizadas durante la hora mágica, los Coen vieron el proyecto como una oportunidad de experimentar con el medio digital. En esta ocasión, los directores trabajaron con el director de fotografía Bruno Delbonnel —por tercera vez, tras Paris, je t'aime e Inside Llewyn Davis—, debido a que el colaborador habitual de los Coen, Roger Deakins, se encontraba ocupado trabajando en Blade Runner 2049. Delbonnel empleó una relación de aspecto de 1.85:1 y usó lentes de 27 mm para la mayoría de las tomas. Fue Delbonnel quien convenció a los Coen de pasar de filmar película a filmar en digital y esa decisión no se debió a razones estéticas sino económicas. Aunque Joel Coen estaba «agobiado» al principio al no estar acostumbrado a ver el metraje al instante, según el director de fotografía no había manera de realizar esta película rodando en película; los cineastas iban a coincidir con él una vez finalizado el trabajo.

### Música
El compositor Carter Burwell intentó crear una banda sonora que enlazara todas las historias, teniendo en cuenta que todas ellas eran westerns e incluían «muertes no accidentales». Sin embargo, no fue posible encontrar una «música que de alguna forma atara los capítulos» y que se adecuara a cada uno de ellos. Cada historia se diferenciaba del resto en tono, estética, trama y personajes. Finalmente Burwell se dedicó a cada historia por separado e incluyó la tradicional balada «The Unfortunate Lad» al comienzo y al final de la película. Burwell grabó la banda sonora con una orquesta de alrededor de cuarenta músicos en los Abbey Road Studios de Londres. El dúo formado por Gillian Welch y David Rawlings escribió la letra de «When A Cowboy Trades His Spurs For Wings», la canción que cantan Tim Blake Nelson y Willie Watson en la escena final de la primera historia. Los compositores trataron de «poner cada palabra cowboy» que conocían e incluso incluyeron la palabra «bindling», un palabra inventada para que sonara como «algo en lo que envuelves el cuerpo de un cowboy». Rawlings explicó que buscaban añadir «un poco de esa sensación que te dan las viejas canciones donde se habla una especie de lenguaje arcaico», logrando así «esa sensación de un mundo que no entiendes del todo».
En simultáneo al estreno de la película en los cines, Milan Records lanzó una edición en digital de la banda sonora. Más tarde se editó una versión en CD el 30 de noviembre y en vinilo el 21 de diciembre. Además de la música original de Carter Burwell, la banda sonora incluyó «When A Cowboy Trades His Spurs For Wings». Tras recibir una candidatura al Óscar a la mejor canción original, Gillian Welch y David Rawlings lanzaron su versión del sencillo ejecutada por ellos mismos en febrero de 2019.
| N.º | Título                                     | Música                         | Intérprete                       | Duración |  |
| 1.  | «The Book»                                 | Carter Burwell                 | Carter Burwell                   | 1:48     |  |
| 2.  | «Cool Water»                               | Tim Blake Nelson               | Bob Nolan                        | 1:43     |  |
| 3.  | «Carefree Drifter»                         | David Rawlings & Gillian Welch | David Rawlings & Gillian Welch   | 0:49     |  |
| 4.  | «Randall Collins»                          | Carter Burwell                 | Carter Burwell                   | 1:18     |  |
| 5.  | «Near Algodones»                           | Carter Burwell                 | Carter Burwell                   | 1:56     |  |
| 6.  | «The Wingless Thrush»                      | Carter Burwell                 | Carter Burwell                   | 2:30     |  |
| 7.  | «Our Revels»                               | Carter Burwell                 | Carter Burwell                   | 2:21     |  |
| 8.  | «When A Cowboy Trades His Spurs For Wings» | David Rawlings & Gillian Welch | Willie Watson & Tim Blake Nelson | 2:34     |  |
| 9.  | «Canyon Awake»                             | Carter Burwell                 | Carter Burwell                   | 1:54     |  |
| 10. | «How Deep»                                 | Carter Burwell                 | Carter Burwell                   | 2:11     |  |
| 11. | «Hello, Mister Pocket!»                    | Carter Burwell                 | Carter Burwell                   | 2:17     |  |
| 12. | «Your Share»                               | Carter Burwell                 | Carter Burwell                   | 1:11     |  |
| 13. | «Little Joe The Wrangler»                  | [ nota 1 ]                     | Tim Blake Nelson                 | 1:29     |  |
| 14. | «Goodbye Canyon»                           | Carter Burwell                 | Carter Burwell                   | 1:28     |  |
| 15. | «Unmarked Grave»                           | Carter Burwell                 | Carter Burwell                   | 1:27     |  |
| 16. | «Wagon Train»                              | Carter Burwell                 | Carter Burwell                   | 1:02     |  |
| 17. | «Certainty»                                | Carter Burwell                 | Carter Burwell                   | 1:42     |  |
| 18. | «The Oregon Trail»                         | Carter Burwell                 | Carter Burwell                   | 1:18     |  |
| 19. | «Seeking Alice»                            | Carter Burwell                 | Carter Burwell                   | 2:18     |  |
| 20. | «The Gal Who Got Rattled»                  | Carter Burwell                 | Carter Burwell                   | 1:28     |  |
| 21. | «The Unfortunate Lad»                      | [ nota 2 ]                     | Brendan Gleeson                  | 1:45     |  |
| 22. | «The Mortal Remains»                       | Carter Burwell                 | Carter Burwell                   | 2:41     |  |
| 23. | «The End Of Buster Scruggs»                | Carter Burwell                 | Carter Burwell                   | 3:47     |  |

### Financiamiento y distribución
Los hermanos Coen anunciaron el proyecto en enero de 2017, como una colaboración con la compañía Annapurna Television. En agosto, Netflix anunció que iba a transmitirlo en todo el mundo. Aunque en un principio algunos medios informaron que el proyecto iba a ser una serie de televisión de seis partes, los Coen estructuraron cada historia para ser vista en conjunto desde el guion que le presentaron a Annapurna, más tarde filmado tal cual estaba escrito.
Desde el comienzo, los Coen descartaron financiar el proyecto a través de los tradicionales estudios cinematográficos, notando un cambio en la industria, en cómo los proyectos más pequeños son financiados. Joel Coen dijo que Netflix estaba invirtiendo en películas que no estaban basadas en historietas de Marvel u otras conocidas franquicias de acción, «lo que básicamente es el negocio de los estudios actualmente».
Los cineastas tenían dudas con respecto a la distribución y el hecho de que La balada de Buster Scruggs tuviese solamente un estreno limitado en los cines antes de su lanzamiento en Netflix. Los Coen le dieron crédito a los videos caseros en el crecimiento de sus propias carreras y admitieron que ellos mismos cayeron en la tentación de mirar screeners de películas en sus casas en lugar de ir al cine. Pero las «horas y días y años que pasas peleando por los detalles» de un filme «son apreciados de un modo diferente en una pantalla grande», dijo Joel Coen. Antes de su estreno en Netflix, la película se proyectó durante una semana en dos cines.

## Recepción

### Taquilla
Aunque Netflix no revela los resultados de la taquilla, el sitio IndieWire rastreó reservas online de entradas y dedujo que La balada de Buster Scruggs recaudó 6600 dólares el primer día de estreno en dos cines, uno en Los Ángeles y otro en Nueva York. Se estimó que el filme recaudó alrededor de 36 000 dólares en su fin de semana de estreno y 45 000 en total durante cuatro días. Si los resultados se hiciesen oficiales, el estimado de 12 000 dólares de recaudación por cine entraría como el estreno más bajo en la carrera de los hermanos Coen. IndieWire estimó que el estrenó excedió la mayoría de los lanzamientos de Netflix e indicó que, para el distribuidor, «llevar a la gente a ver sus filmes en los cines no es el objetivo» y que la proyección en algunas salas de cine selectas tiene el objetivo de atraer a los críticos de cine y satisfacer a los directores.

### Crítica
Tras su estreno en el Festival Internacional de Cine de Venecia de 2018, la película recibió en su mayoría críticas positivas. Peter Bradshaw, de The Guardian, escribió que es «una película hecha espléndidamente» y en ciertas maneras «un wéstern de la vieja escuela», y añadió que «los Coen nos han entregado una divertidísima, excelentemente realizada, muy disfrutable y bastante inquietante antología de historias del Viejo Oeste». En la revista Time, Stephanie Zacharek comentó que «tiene algo genuinamente triste; te hace sentir un poco expuesto, como si te hubieses quedado solo en medio de la llanura y no estuvieses seguro de que quieres estar ahí». La reseña de la revista Variety destacó las «majestuosas imágenes naturales que aparecen en la pantalla» e indicó que «los episodios están conectados por una escabrosa obsesión con la muerte». Robbie Collin, del periódico The Daily Telegraph, afirmó que cada capítulo del filme tiene «un tono y un ángulo temático único, aunque con el excéntrico humor y sabor característico del mejor trabajo de los Coen». Otros críticos fueron menos entusiastas, como Todd McCarthy, quien, en su reseña para The Hollywood Reporter, catalogó la película como un trabajo menor de los hermanos Coen y escribió que «funciona como un viejo espectáculo vodevil wéstern, con seis historias independientes de calidades drásticamente diferentes». El sitio web TheWrap coincidió en la opinión sobre los distintos niveles de calidad de las historias. Eric Kohn, del sitio IndieWire, dijo que el filme «deja mucho que desear» y, con respecto a la estética, comentó que el «estilo único» de los Coen «se ha arraigado tan profundamente en la cultura popular que a menudo se da por sentado», agregando que La balada de Buster Scruggs «es una singular ilustración de lo que hace a la fórmula de los Coen tan atrayente y un recordatorio de muchos ejemplos mejores».
Posteriormente, la película se estrenó en el Festival de Cine de Nueva York y continuó cosechando buenas críticas. Algunas de ellas encontraron similitudes con trabajos previos de los directores, como No Country for Old Men y True Grit. La cadena CBS News la calificó como «algo así como un subgénero del wéstern», filmada al «típico estilo meticuloso» de los Coen, y reconoció las historias como «coenescas», principalmente la primera de todas. El periódico The New York Observer se refirió a ella como una película entretenida y un acierto de Netflix, pero un trabajo menor, considerando los antecedentes de los directores. El sitio Film School Rejects reconoció la calidad técnica del filme y las actuaciones del reparto, pero la consideró una decepción en comparación con los trabajos previos de los directores. Por el contrario, William Bibbiani de IGN dijo que era «uno de los mejores filmes» de los Coen.
Una vez transmitido por Netflix, el filme fue aclamado por la gran mayoría de la crítica. James Hibberd, de Entertainment Weekly, lo calificó como una «obra maestra». De acuerdo con Peter Travers, de la revista Rolling Stone, «el humor negro de su fatalista Balada le permite a los cineastas hacer lo que hacen mejor: reírsele a la muerte en la cara». Michael O'Sullivan, de The Washington Post, añadió que «pinta un retrato deliciosamente lúgubre de la condición humana». La reseña de Los Angeles Times señaló la «gran habilidad con los diálogos cómicos» de los directores. Geoffrey Macnab, de The Independent, elogió la capacidad de los Coen para combinar humor y violencia, y calificó el personaje de Buster Scruggs como «una de sus grandes creaciones cómicas», lamentándose por lo breve de su aparición en pantalla. Agregó que el formato de antología «no permite a los maestros narradores» interactuar con los personajes con la profundidad de anteriores trabajos. Richard Brody, de The New Yorker, escribió que los directores «expanden el western más allá de las prácticas o costumbres del cine hacia lo absoluto» y lo definió como un «western camusiano». El crítico comparó algunos aspectos de La balada de Buster Scruggs con el absurdismo presente en trabajos de Groucho Marx, Chuck Jones, Frank Tashlin y Friedrich Nietzsche. «A algunos westerns recientes les gusta indagar en las implicaciones políticas y éticas de la tradición, buscando equilibrar las demandas de las repercusiones míticas y la autenticidad histórica. De manera desafiante, La balada de Buster Scruggs no es uno de ellos», escribió A.O. Scott para The New York Times. «La película rinde tributo a algunos clásicos de la era de los estudios y también se ríe de westerns serios contemporáneos como Hostiles, The Revenant, Meek's Cutoff y The Hateful Eight», añadió Scott. En uno de sus artículo sobre el filme, la revista Esquire tituló: «La balada de Buster Scruggs de los hermanos Coen ha reinventado el western».
Otras críticas fueron menos entusiastas, como la del New York Post que publicó: «Pensarías que con el corto período de atención del público y su preferencia por las maratones de series, sería el formato perfecto para hoy en día. Pero Buster Scruggs es en su mayoría poco interesante». Michael Phillips, de Chicago Tribune, aprobó el trabajo de los actores, pero dijo que «cada cuento en La balada de Buster Scruggs pierde fuerza antes de que termine la historia». Christopher Orr, de la revista The Atlantic, aplaudió el trabajo técnico, la música, las actuaciones y la recreación histórica, pero observó que las historias, aunque «individualmente cautivadoras», se encastran de manera torpe, notando la variación en tono y ritmo entre una y otra. En el sitio Rotten Tomatoes, La balada de Buster Scruggs alcanzó un 90 % de críticas favorables, basado en 224 reseñas, y el consenso del sitio indicó que la película «evita dificultades de antología con una consistente colección enlazada por la mezcla de drama oscuro y humor negro característica de los hermanos Coen». De esa forma, la película se colocó en la lista de las mejores reseñadas del año en Rotten Tomatoes. En Metacritic alcanzó un puntaje promedio de 79 sobre 100, basado en 48 reseñas.

### Premios
| Organización                                       | Categoría                                          | Ganadores y nominados                                             | Resultado | Ref.          |
| -------------------------------------------------- | -------------------------------------------------- | ----------------------------------------------------------------- | --------- | ------------- |
| Art Directors Guild Awards (2019)                  | Película de época                                  | Jess Gonchor                                                      | Nominado  | [ 75 ]        |
| Asociación de Críticos de Cine de Chicago (2018)   | Mejor actriz de reparto                            | Zoe Kazan                                                         | Nominada  | [ 76 ]        |
| Camerimage (2018)                                  | Mejor fotografía                                   | Bruno Delbonnel                                                   | Nominado  | [ 77 ]        |
| Chlotrudis Awards (2019)                           | Mejor reparto                                      | Mejor reparto                                                     | Nominada  | [ 78 ]        |
| Chlotrudis Awards (2019)                           | Mejor diseño de producción                         | Mejor diseño de producción                                        | Nominada  | [ 78 ]        |
| Chlotrudis Awards (2019)                           | Mejor guion original                               | Mejor guion original                                              | Nominada  | [ 78 ]        |
| Denver Film Critics Society (2019)                 | Mejor canción original                             | «When a Cowboy Trades His Spurs for Wings»                        | Nominada  | [ 79 ]        |
| Festival de Venecia (2018)                         | León de Oro                                        | Ethan Coen Joel Coen                                              | Nominados | [ 12 ]        |
| Festival de Venecia (2018)                         | Premio Osella al mejor guion                       | Ethan Coen Joel Coen                                              | Ganadores | [ 12 ]        |
| Hollywood Music in Media Awards (2018)             | Mejor banda sonora original - Largometraje         | Carter Burwell                                                    | Nominado  | [ 80 ]        |
| Indiana Film Journalists Association Awards (2018) | Mejor reparto                                      | Mejor reparto                                                     | Ganadora  | [ 81 ]        |
| Motion Picture Sound Editors (2019)                | Mejor edición de sonido - Música para largometraje | Mejor edición de sonido - Música para largometraje                | Nominada  | [ 82 ]        |
| New Mexico Film Critics (2018)                     | Mejor fotografía                                   | Bruno Delbonnel                                                   | Nominado  | [ 83 ]        |
| North Carolina Film Critics Association (2019)     | Mejor director                                     | Ethan Coen Joel Coen                                              | Nominados | [ 84 ] [ 85 ] |
| North Carolina Film Critics Association (2019)     | Mejor fotografía                                   | Bruno Delbonnel                                                   | Nominado  | [ 84 ] [ 85 ] |
| Premios Artios (2019)                              | Película de alto presupuesto - Comedia             | Ellen Chenoweth Jo Edna Boldin Susanne Scheel Marie A.K. McMaster | Nominadas | [ 86 ]        |
| Premios BAFTA (2019)                               | Mejor vestuario                                    | Mary Zophres                                                      | Nominada  | [ 87 ] [ 88 ] |
| Premios Óscar (2019)                               | Mejor guion adaptado                               | Ethan Coen Joel Coen                                              | Nominados | [ 18 ]        |
| Premios Óscar (2019)                               | Mejor canción original                             | David Rawlings Gillian Welch                                      | Nominados | [ 18 ]        |
| Premios Óscar (2019)                               | Mejor diseño de vestuario                          | Mary Zophres                                                      | Nominada  | [ 18 ]        |
| Premios SAG (2019)                                 | Mejor reparto de especialistas                     | Mejor reparto de especialistas                                    | Nominado  | [ 89 ]        |
| San Diego Film Critics Society (2018)              | Mejor película                                     | Mejor película                                                    | Nominada  | [ 90 ] [ 91 ] |
| San Diego Film Critics Society (2018)              | Mejor actriz de reparto                            | Zoe Kazan                                                         | Nominada  | [ 90 ] [ 91 ] |
| San Diego Film Critics Society (2018)              | Mejor guion original                               | Joel Coen Ethan Coen                                              | Nominados | [ 90 ] [ 91 ] |
| San Diego Film Critics Society (2018)              | Mejor fotografía                                   | Bruno Delbonnel                                                   | Ganador   | [ 90 ] [ 91 ] |
| San Diego Film Critics Society (2018)              | Mejor vestuario                                    | Mary Zophres                                                      | Nominada  | [ 90 ] [ 91 ] |
| San Diego Film Critics Society (2018)              | Mejor montaje                                      | Joel Coen Ethan Coen                                              | Nominados | [ 90 ] [ 91 ] |
| San Diego Film Critics Society (2018)              | Mejor reparto                                      | Mejor reparto                                                     | Nominada  | [ 90 ] [ 91 ] |
| St. Louis Film Critics Association (2018)          | Mejor banda sonora                                 | Carter Burwell                                                    | Nominado  | [ 92 ]        |

### Listas de las mejores películas
La película fue incluida las siguientes listas de las mejores del año 2018 realizadas por medios de prensa, asociaciones y figuras de la industria cinematográfica:
- 2.º - Santa Barbara Independent, Josef Woodard.[93]
- 2.º - Substream Magazine, Mike Raine.[94]
- 3.º - The Daily Herald, Robert Horton.[95]
- 4.º - RogerEbert.com, Peter Sobczynski.[96]
- 5.º - Associated Press, Jake Coyle.[97]
- 5.º - The Film Stage, Ryan Swen.[98]
- 5.º - The Student[99]
- 5.º - Uproxx, Vince Mancini.[100]
- 6.º - Texarkana Gazette[101]
- 6.º - The A.V. Club[102]
- 7.º - Sarasota Herald-Tribune, Jimmy Geurts.[103]
- 8.º - Boston Online Film Critics Association[104]
- 9.º - IGN, películas mejor reseñadas.[105]
- 9.º - The San Francisco Examiner, Jeffrey M. Anderson.[106]
- 10.º - Associated Press, Lindsey Bahar.[104]
- 10.º - Oklahoma Film Critics Circle[107]
- 11.º - Películas favoritas de Ari Aster[108]
- 12.º - Slant Magazine[109]
- 14.º - Esquire[110]
- Top 10 Films - National Board of Review[17]
- Top 10 Films - Oklahoma Film Critics Circle[111]
- Top 12 Films - Guillermo del Toro[112]